# お願い、キャプテン
『お願い、キャプテン』（おねがいキャプテン、原題：부탁해요 캡틴）は、2012年にSBSで放送された韓国の連続テレビドラマ。空港を舞台にしたドラマで、主人公であるボーイング747の副操縦士役を『花より男子』の韓国版テレビドラマのヒロイン役で知られるク・ヘソンが演じ、ボーイング747の機長役を『宮廷女官チャングムの誓い』や『トンイ』で知られるチ・ジニが演じた。
チョン・ナミョンとイ・ジェヨンが脚本を書き、チュ・ドンミンとホン・ソンチャンが演出した。2012年1月4日から2012年3月8日まで毎週水曜日と木曜日の夜10時から約65分間、全20回にわたって放送された。視聴率は第19回の11.1パーセントが最高で、同じ日に放送された最終回の第20回は8.5パーセントだった。
ドラマ全編の動画がSBSの公式ウェブサイトで無料で公開されている。

## 登場人物
キム・ユンソン
演 - チ・ジニ
ボーイング747の機長。
ハン・ダジン
演 - ク・ヘソン
ボーイング747の副操縦士。
カン・ドンス
演 - イ・チョニ
仁川空港の管制官。
チェ・ジウォン
演 - ユソン
キャビンマネージャー。
ホン・ミジュ
演 - クララ
経営戦略チーム常務理事。ホン・インテ副社長の娘。
ホン・インテ
演 - チェ・イルファ
副社長。